# Sascha Riether
Sascha Riether (* 23. März 1983 in Lahr) ist ein ehemaliger deutscher Fußballspieler, der bis Februar 2021 als Koordinator der Lizenzspielerabteilung des FC Schalke 04 tätig war.

## Vereinskarriere

### Anfänge und Zeit beim SC Freiburg
Sascha Riether war vor seinem Wechsel im Juli 1998 zur B-Jugend des SC Freiburg in den Jugendmannschaften des FV Kuhbach (heute SC Kuhbach-Reichenbach) und Offenburger FV tätig. 2002 wurde er in die Profimannschaft des SC Freiburg geholt. 2002/03 gab er am 1. Spieltag der 2. Bundesliga sein Debüt im Profifußball. Beim 1:0-Auswärtssieg gegen Alemannia Aachen spielte er über die gesamte Spielzeit. Schnell gelang ihm der Durchbruch beim SC Freiburg. Riether wurde sowohl im rechten Mittelfeld als auch im defensiven Mittelfeld eingesetzt. Am Ende seiner ersten Profisaison stieg er mit dem SCF in die erste Bundesliga auf. In der Saison 2003/04 war Riether einer der Leistungsträger, die den Klassenerhalt in der Bundesliga ermöglichten. Am 2. August 2003 (1. Spieltag) erzielte der Mittelfeldspieler bei seinem Erstligadebüt den zwischenzeitlichen Ausgleich bei der 1:4-Niederlage gegen Bayer 04 Leverkusen. Es war sein erster Profitreffer überhaupt. Im Folgejahr stiegen die Freiburger mit Riether wieder in die 2. Liga ab. Nachdem er mit dem SC Freiburg zweimal als Tabellenvierter den Wiederaufstieg in die Bundesliga verpasst hatte, verließ er Freiburg trotz eines bis 2009 laufenden Vertrags.

### VfL Wolfsburg
Seit 2007 – von Beginn an als Stammspieler – spielte er für den VfL Wolfsburg und kam unter Trainer Felix Magath überwiegend auf der rechten Verteidigerposition zum Einsatz. In seiner ersten Saison erreichte die Mannschaft den fünften Tabellenplatz und damit die Qualifikation für den UEFA-Pokal-Wettbewerb. Dort bestritt er sechs Spiele. Im Jahr darauf wurde der VfL erstmals in der Vereinsgeschichte deutscher Meister und brachte Riether den ersten Titel seiner Karriere. Zudem konnte sich das Team für die UEFA Champions League qualifizieren. Wolfsburg schied allerdings bereits in der Gruppenphase aus dem Wettbewerb aus – Riether kam in allen sechs Spielen zum Einsatz. Da der VfL immerhin Gruppendritter wurde, durfte die Mannschaft in der UEFA Europa League antreten. Dort schied man erst im Viertelfinale gegen den FC Fulham aus. In diesen beiden und in den folgenden beiden Jahren gehörte er immer zum Stamm der Wolfsburger Mannschaft. 2010 schaffte er dank starken Leistungen im Trikot der Wölfe den Sprung in die deutsche Fußballnationalmannschaft.

### 1. FC Köln

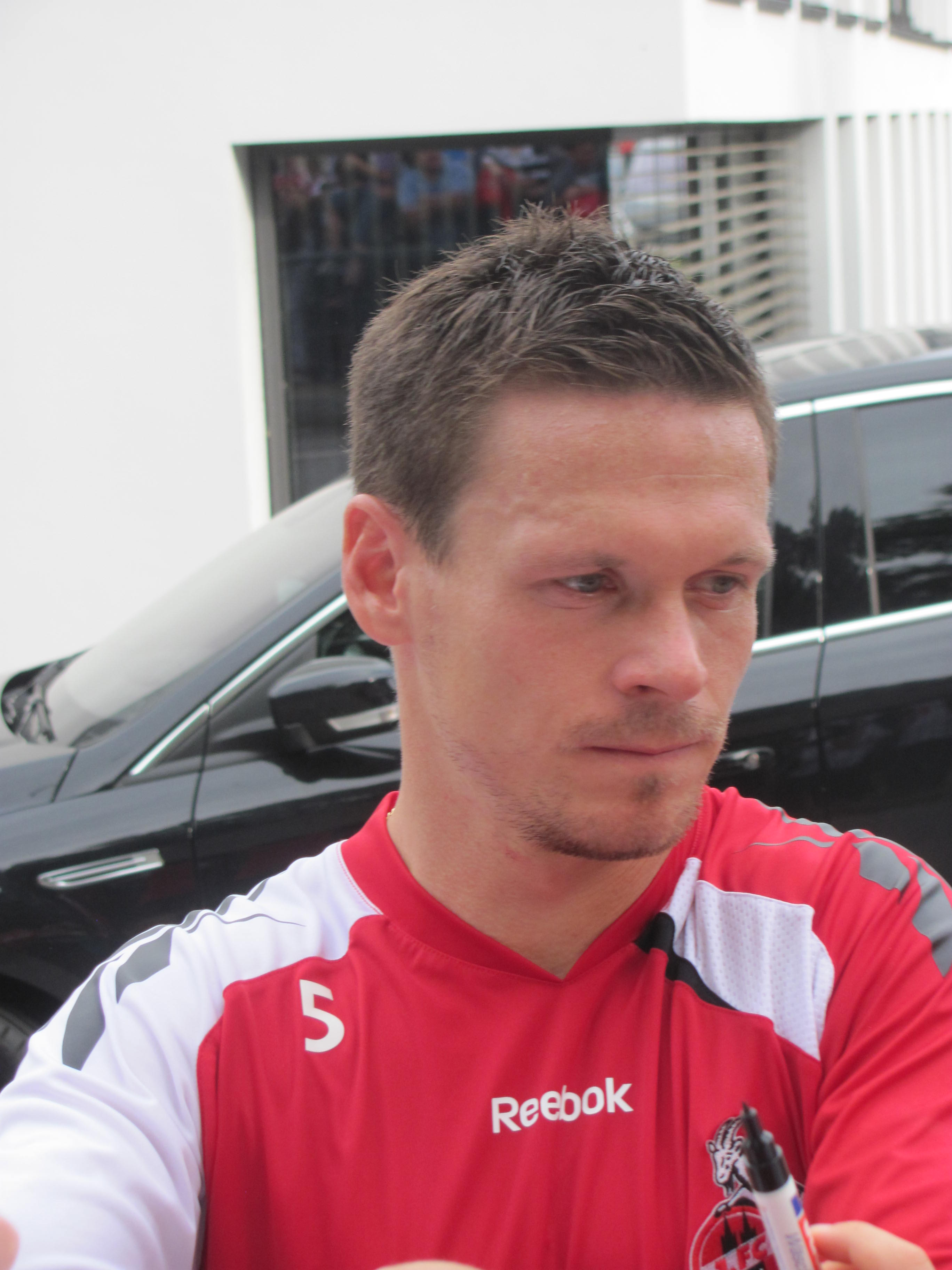
Riether beim 1. FC Köln (2011)

Im Juli 2011 verpflichtete der 1. FC Köln Riether. Von Beginn an hatte er im defensiven Mittelfeld, meist neben Martin Lanig, einen Stammplatz. Am 25. März 2012 (27. Spieltag) bestritt er bei der 1:6-Heimniederlage gegen Borussia Dortmund seine 200. Bundesligapartie. Vom siebten bis zum 12. Spieltag, sowie am 23. Spieltag, führte Riether die Kölner als Kapitän auf das Spielfeld. In dem einen Jahr als Kölner verpasste er lediglich ein Bundesliga-Spiel aufgrund einer Sperre und absolvierte, bis auf zwei Spiele, alle über die volle Spielzeit. Daneben machte er zwei Spiele für den 1. FC Köln im DFB-Pokal.
Nach dem Abstieg des 1. FC Köln spielte er in den Planungen des neuen Trainers Holger Stanislawski keine Rolle mehr, weshalb ihm nahegelegt wurde, einen neuen Verein zu finden.

### FC Fulham
Anfang Juli wurde Riether für die Saison 2012/13 an den englischen Erstligisten FC Fulham ausgeliehen, der sich auch eine Kaufoption sicherte. Sein Debüt für Fulham gab Riether am 1. Spieltag der neuen Premier-League-Spielzeit gegen Norwich City. Nach guten Leistungen in seinem ersten Jahr bei Fulham nutzte der Verein im Mai 2013 die Kaufoption für Riether und verpflichtete ihn fest. In 35 Ligaspielen konnte er ein Tor erzielen und bereitete sechs weitere Treffer vor. In der folgenden Saison konnte er nicht mehr an die gute Vorsaison anknüpfen. Lediglich drei Tore konnte er vorbereiten. Tiefpunkt war eine sportgerichtliche Sperre für drei Spiele nach einer Tätlichkeit gegen Adnan Januzaj im Spiel gegen Manchester United. Am Ende der Saison 2013/14 stieg der FC Fulham ab. Neben 66 Spielen in der Premier League kam Riether insgesamt viermal im FA Cup und zweimal im League Cup zum Einsatz.

### Rückkehr zum SC Freiburg
Im Juni 2014 wurde bekannt, dass Riether zur Bundesligasaison 2014/15 zum SC Freiburg zurückkehrt. Für den Sportclub bestritt er 19 Bundesligaspiele und machte zwei weitere im DFB-Pokal. Am Ende der Saison stieg der SC Freiburg als Vorletzter in die 2. Liga ab.

### Karriereende beim FC Schalke 04

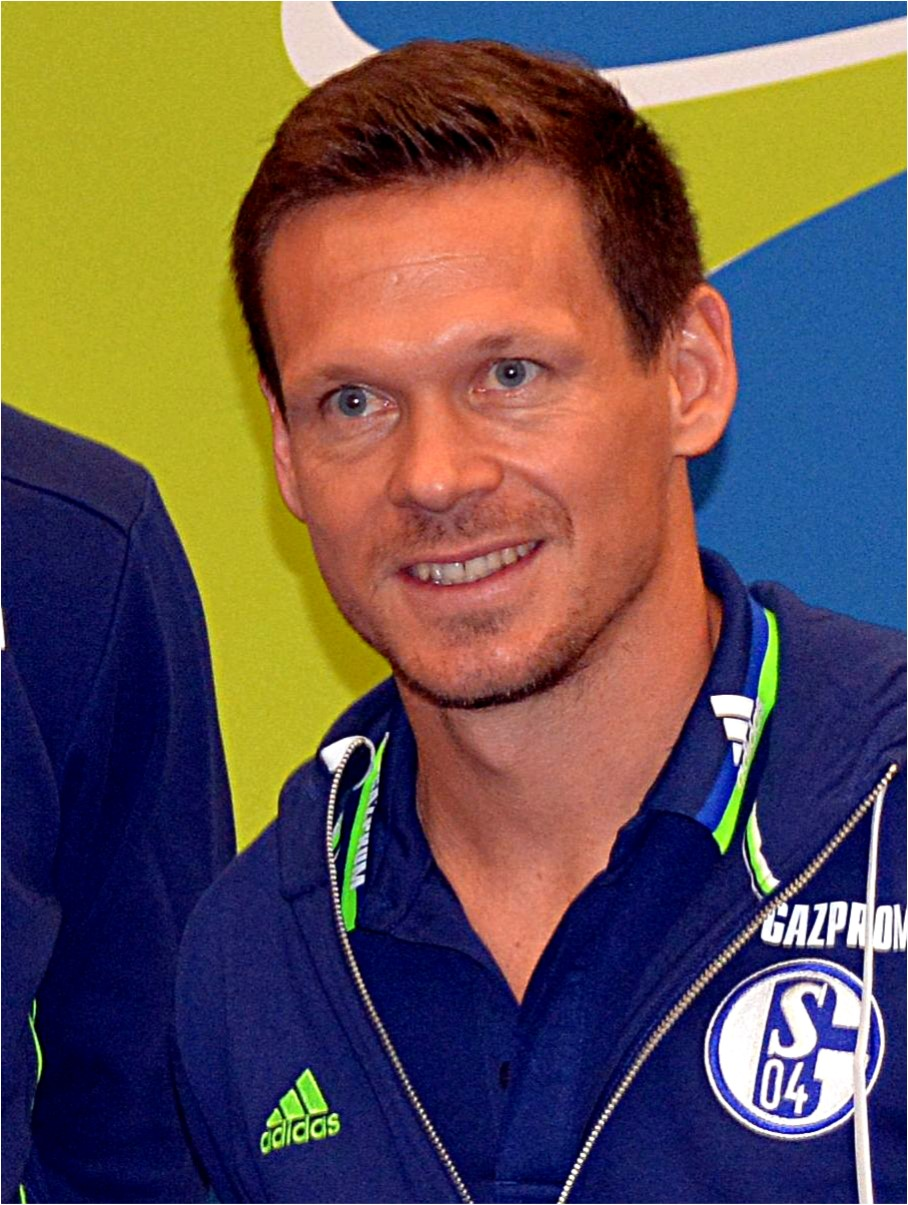
Sascha Riether beim FC Schalke 04 (2016)

Zur Saison 2015/16 schloss Riether sich dem FC Schalke 04 an und unterschrieb einen Einjahresvertrag bis zum 30. Juni 2016. Der Kontrakt enthielt die Option auf eine weitere Spielzeit, die an die Bedingung der Absolvierung der Hälfte der Spiele geknüpft war. Wettbewerbsübergreifend stand er bei 20 Pflichtspielen (16 davon in der Startelf) der Spielzeit 2015/16 für seinen neuen Verein auf dem Platz. Nach Ablauf der Saison 2015/16 wurde Riethers Vertrag um ein weiteres Jahr bis zum 30. Juni 2017 verlängert.
Sein zum Saisonende 2016/17 auslaufender Vertrag wurde nicht verlängert. Vom 11. September 2017 an nahm Riether als vertragsloser Spieler unter Domenico Tedesco wieder am Mannschaftstraining des FC Schalke 04 teil. Nach guten Trainingsleistungen erhielt der Defensivspieler am 6. Oktober 2017 einen Vertrag bis zum Ende der Saison 2017/18. Bis zum Saisonende kam er zu keinem Ligaeinsatz. Im Juni 2018 verlängerte Riether seinen Vertrag für die Saison 2018/19.
Am 9. Mai 2019 gab er schließlich auf der Homepage des FC Schalke 04 sein endgültiges Karriereende zum Ende der Saison bekannt und äußerte den Wunsch, zeitnah seine Trainerscheine machen zu wollen. Am letzten Spieltag wurde Riether von Huub Stevens kurz vor dem Spielende eingewechselt und kam zu seinem ersten Bundesligaeinsatz seit zwei Jahren.

## Nationalmannschaft
Am 23. Oktober 2002 debütierte Riether in der U-20-Nationalmannschaft bei der 1:2-Niederlage gegen England in Dessau. Riether spielte 20 Mal in der U21-Nationalmannschaft, führte diese zeitweilig als Mannschaftskapitän an und nahm mit ihr an der Europameisterschaft 2006 teil. Am 11. August kam er in Kopenhagen im Testmatch gegen Dänemark als Einwechselspieler zu seinem A-Länderspieldebüt. Bundestrainer Joachim Löw nominierte Riether für die zwei Qualifikationsspiele der Fußball-Europameisterschaft 2012 gegen Belgien und Aserbaidschan. Ohne Einsatz gegen Belgien durfte Riether die gesamte Spielzeit gegen Aserbaidschan auf dem Platz stehen, wobei ihn Trainer Joachim Löw auf der rechten Außenverteidigerposition einsetzte. Die DFB-Elf gewann die Qualifikationspartie  6:1 in Köln.

## Spielweise
Riether war für seinen hohen Einsatz während eines Spieles bekannt. Er zeichnete sich durch eine gute Spielübersicht und Ruhe am Ball aus. Daneben galt er als sehr passsicherer Spieler, der allerdings eher zu Horizontalpässen neigte, anstatt mit langen Pässen Torchancen zu kreieren. Seine Stärken kamen eher im Spiel gegen den Ball zum Tragen. Geschätzt wurde seine Flexibilität, so konnte er als rechter Außenverteidiger oder aber auch im defensiven Mittelfeld eingesetzt werden.

## Nach der aktiven Karriere
Bereits Ende Juni 2019 stellte Schalke 04 Riether als ersten Koordinator der Lizenzspielerabteilung des Vereins vor. Am 28. Februar 2021 wurde er zusammen mit Trainer Christian Gross, Sportvorstand Jochen Schneider und weiteren Verantwortlichen entlassen.

## Erfolge

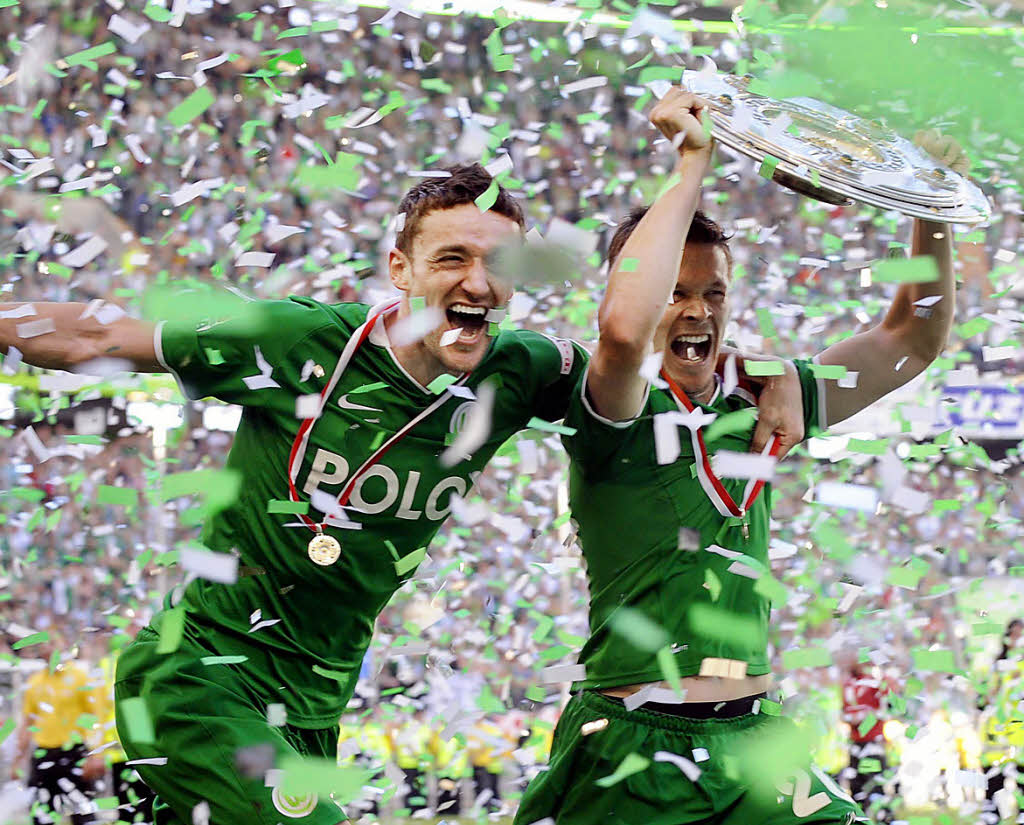
Riether gemeinsam mit Christian Gentner

- Deutscher Meister 2009 (mit dem VfL Wolfsburg)
- Aufstieg in die Bundesliga 2003 (mit dem SC Freiburg)